# Штурм Вировитицы (1944)
Штурм Вировитицы (сербохорв. Треħи напад на Вировитицу / Treći napad na Viroviticu) — боевые действия 12-й Славонской дивизии с целью освобождения города Вировитица от усташско-домобранских военных формирований в ходе Подравской наступательной операции 6-го Славонского и 10-го Загребского корпусов Народно-освободительной армии Югославии (НОАЮ). Штурм длился с 4 по 5 октября 1944 года и завершился победой партизан. Активное участие в боях за город принимал «русский» батальон Осиекской ударной бригады.

## Положение сторон и план операции
Освободив Пожегскую и Даруварскую котловины в сентябре 1944 года, 6-й и 10-й корпуса НОАЮ создали условия для переориентации большей части своих сил на овладение Подравиной, в то время как меньшая часть продолжала действовать на коммуникациях Загреб — Вараждин и Загреб — Копривница.
1 октября штаб 6-го корпуса издал приказ о подготовке к штурму Вировитицы, назначенному на 4 октября в 3 часа 30 минут. Операция проводилась силами 12-й Славонской дивизии во взаимодействии с частями 40-й дивизии. Действия частей 6-го корпуса одновременно должны были поддержать подразделения 10-го Загребского корпуса, которым надлежало силами 32-й и 33-й дивизий, а также двух бригад 7-й Банийской дивизии атаковать и взять два других сильных опорных пункта усташей на линии Вировитица — Копривница в населённых пунктах Питомача и Клоштар. Нанесение одновременных скоординированных ударов обеспечивало пресечение возможного взаимодействия гарнизонов противника и должно было дополнительно деморализовать их личный состав. В этих условиях гарнизон Вировитицы мог получить поддержку только с венгерской стороны из города Барч, но немцы не имели здесь сил, достаточных для проведения такой операции.
Штурм Вировитицы возлагался на 12-ю Славонскую и Осиекскую ударные бригады. Это были лучшие части 12-й дивизии. По списку на 1 октября в них насчитывалось соответственно 1755 человек (в том числе 14 граждан СССР) и 1461 человек (199 граждан СССР). В качестве артиллерийской поддержки штурмовым бригадам придавалась батарея 75-мм орудий, усиленная двумя 100-мм гаубицами. Первый эшелон атакующих сил составляли три батальона 12-й Славонской бригады, а также два батальона и штурмовая рота из Осиекской бригады. Остальные батальоны этих бригад оставались в дивизионном резерве.
Штурм прикрывали 1-я Чехословацкая бригада имени Яна Жижки и 16-я Молодёжная бригада «Йожа Влахович». В резерве 6-го корпуса состояли Вировитицкая бригада, располагавшаяся в селе Шпишич-Буковица, а также 18-я Славонская бригада в селе Лозан.

## Оценка сил противника и наставление перед штурмом
Система обороны Вировитицы включала внешний и внутренний поясы земляных укреплений и колючей проволоки, опиравшиеся на прочные бункеры. Центр обороны организовывался вокруг дворца постройки XIX-го века, принадлежавшего дворянскому роду Пеячевичей и представлявшего собой большое массивное здание, окружённое широким каналом. Ключевые перекрестки укреплялись защищёнными огневыми точками. Гарнизон Вировитицы насчитывал примерно 1140 солдат, состоявших из курсантов школы унтер-офицеров хорватского домобранства (до 700 человек), батальона усташей (400 человек), отдельной группы жандармов (60 человек) и гражданских ополченцев.
На вооружении гарнизона имелись 12 станковых пулемётов, 24 ручных пулемёта, 9 миномётов, в том числе 3 тяжёлых и 10 орудий различных калибров.
Оценке сил противника способствовали данные, обнаруженные у сбитого вражеского пилота, вынужденного совершить посадку 28 сентября возле населённого пункта Грубишно-Поле.
В приказе о штурме Вировитицы штаб корпуса определил наиболее подходящие направления атаки: на западную и северную части города, а также по улицам к югу от дороги Питомача — Вировитица. Важными были данные о недостатке боеприпасов у противника и отсутствии надежного сообщения с другими вражескими гарнизонами. Помощь в живой силе и материалах могла подойти только из Венгрии со стороны немецкого гарнизона в городе Барч. По данным разведки, боевой дух личного состава школы унтер-офицеров был невысоким. Ряд её офицеров якобы были готовы сдаться. Сильное сопротивление ожидалось от усташей, которые занимали позиции на железнодорожной станции. Разведка докладывала о слабостях внешнего рубежа обороны противника. Основной рубеж обороны находился в центральной части города и включал в себя прочные каменные здания, превращенные в бункеры. Вокруг ядра обороны пространство было заминировано.
По замыслу штаба корпуса, 12-я Славонская дивизия должна была сильными ударами разрезать оборону неприятеля на три части. Задача состояла в недопущении возможности отхода противника в центр города, а также в изолировании домобран от усташей.

## Ход боя
Штурм города возлагался на 12-ю Славонскую и Осиекскую ударные бригады (последней почётное наименование «ударной» было присвоено накануне, 1-го октября). Нападение началось ночью 4 октября в 3 часа 30 минут.
2-й батальон 12-й ударной бригады атаковал с северного направления, со стороны посёлка Брезик. Ему надлежало преодолеть линию проволочных заграждений, ликвидировать бункеры внешнего пояса обороны к западу от улицы Матье Гупца и продвигаться по улице Зринского в центр обороны усташей и домобран. Предварительно проделав взрывчаткой проходы в проволочных заграждениях, батальон к восьми часам утра овладел бункерами внешнего пояса обороны, прорвался в глубь города и, заняв западную околицу парка, атаковал усташей во дворце.
По левую сторону от дороги из Брезика в направлении к домобранским казармам шёл 3-й батальон 12-й бригады. На пути батальона была линия заграждений колючей проволоки. Несмотря на сильный артиллерийский и миномётный огонь домобран, батальон быстро пробился вперед, сломил сопротивление противника и овладел казармами и складами. При этом в плен было взято много домобран. Продолжая движение, батальон левым флангом атаковал три бункера на внешнем поясе северо-восточной части обороны. Основные его силы продвинулись в район современного автовокзала и в 10:30 ликвидировали все имевшиеся здесь очаги сопротивления.
1-й батальон 12-й бригады штурмовал со стороны населённого пункта Овчара, двигаясь вдоль полотна железной дороги. Левым флангом ему надлежало овладеть железнодорожной станцией и, продолжая наступление, взять бункеры у больницы. Подразделения правого фланга должны были подавить сопротивление усташей на линии боковой железнодорожной ветки, ведущей в сторону Лукача. Атака поддерживалась артиллерийским и миномётным огнём. Тем не менее, противник оказал сильное сопротивление и остановил продвижение первого батальона. Пространство перед бункерами было густо заминировано и простреливалось плотным пулемётным огнём.
В то же время, основные силы домобран стали отходить из других частей города в район железнодорожного вокзала. Учитывая это, 1-му батальону был дан приказ закрепиться около поселка Чемерница и не допустить прорыв неприятеля в направлении села Сухополе. Для усиления ему дали подкрепление из дивизионного резерва. Закрепившись, в 12 часов батальон при артиллерийской и миномётной поддержке возобновил атаку, потеснил домобран вдоль восточной окраины в сторону Лукача и занял пересечение железнодорожных линий на Шпишич-Буковицу, Сухополе и Лукач. Так как железнодорожная станция со стороны поселка Голо-Брдо была защищена проволочными заграждениями и минными полями, а внутри её оборону обеспечивали хорошо укреплённые бункеры, командование не стало вводить в бой на этом направлении новые батальоны.
Тем не менее, в южном пригороде были развернуты состоявшие в дивизионном резерве 2-й и 4-й батальоны Осиекской бригады, отвлекавшие на себя внимание противника. Видя это, домобраны ожидали с этой стороны сильный приступ. Участок внешней обороны вокзала возле старого кладбища был заминирован. Пространство от малой железнодорожной станции до путей на Голо-Брдо было заминировано ещё и с внутренней стороны. В случае прорыва партизан, противник рассчитывал контратаковать со стороны гимназии и новой почты и уничтожить наступающих. Такое развитие событий предусматривалось и не было допущено командованием 12-й дивизии. Чтобы исключить использование противником двух бронепоездов, находившихся на станции, железнодорожные пути были заблаговременно разрушены, а сами поезда впоследствии уничтожены.
1-й, 3-й батальоны и штурмовая рота Осиекской бригада шли в атаку с двух направлений: на юго-западе со стороны Голо-Брдо вдоль железнодорожных путей и на западе вдоль дороги со стороны села Кория. Им надлежало атаковать и ликвидировать бункеры на северо-западном участке внешнего и внутреннего поясов обороны. Основное направление атаки пролегало вдоль улиц Штросмайера и Прерадовича к зданию городской управы. Штурмовая рота продвигалась на соединение с 12-й бригадой. Впереди атакующих порядков шли бойцы с сумками взрывчатки для подрыва проволочных заграждений. Задачей передовых групп было выйти в тыл укреплённых бункеров. Затем концентричным огнём подавлялись огневые точки неприятеля. К 10 часам были захвачены несколько бункеров между железнодорожными путями и новым кладбищем и обеспечен прорыв к внутреннему поясу обороны возле новой почты и гимназии. После этого противник был вытеснен к вокзалу и заняты позиции на юго-западном краю парка в центральной части города.
Батальон осиекцев, атакующий со стороны поселка Кория, ликвидировал все бункеры и около 10 часов прорвал оборону неприятеля на улице Русана. Это привело к серьёзному смятению в рядах оборонявшихся и их отступлению в район вокзала. Около 10 часов 30 минут противник отошёл на вторую линию обороны. Его резервы иссякали, солдаты покидали позиции, скрываясь в подвалах и сараях. Центр города и административные здания обстреливались артиллерией корпуса.
Усташи на станции ожесточённо оборонялись при поддержке двух бронепоездов. В центре обороны, в укреплённом дворце оставались около 200 усташей. Забаррикадировавшись, они решили держаться до конца, надеясь, что их выручат, как это уже случилось 12 ноября 1943 года во время атаки на город 18-й Славонской бригады. Надежду на спасение дали им офицеры — домобраны, обещавшие прорваться в Барч и вернуться с подмогой.
Главные силы домобран, сосредоточенные в районе большого вокзала, попытались около 12 часов прорваться в направлении села Брезик, а оттуда — в Барч. Однако, в восточной части города их встретил плотный пулемётный, а также артиллерийский и миномётный огонь 3-го батальона 12-й ударной бригады. Понеся большие потери и отступив, они повторили попытку вырваться из города в направлении населённого пункта Дуго-Село. На этот раз им сопутствовала удача и к 16 часам они прибыли в посёлок.
Отсюда домобраны могли двигаться по кратчайшему пути через Чаджавицу в Дони-Михоляц. Тем не менее, ряд офицеров, лояльных усташам, склонили около 250 человек к прорыву в Барч за обещанной помощью. На участке дороги между сёлами Капела-Двор и Горне-Базье они наткнулись на 4-й батальон 12-й бригады и 1-й батальон Чехословацкой бригады. После короткой борьбы, потеряв около 50 человек убитых, раненых и плененных, им удалось прорваться в Барч. Произошло это по следующей причине. Видя активность партизан, немецкий гарнизон Барча предпринял попытку переправить часть подразделений в ночь со 2 на 3 октября на правый берег Дравы у села Терезино-Поле. 16-я Молодёжная бригада, блокировавшая это направление, приняла бой и вынудила противника отступить. После этого позиции бригады постоянно обстреливались неприятельской артиллерией, что вынудило партизан сменить место засады и отойти к Нетече. Этим и воспользовались домобраны. По прибытии домобран в Барч местный немецкий гарнизон не поддержал их просьбу сформировать ударную группу для помощи осаждённым в Вировитице усташам. Прорвавшихся домобран переправили в Осиек. Туда же из населённого пункта Дуго-Село добралась и вторая половина колонны домобран.
Тем временем, в центре Вировитицы 2-й и 3-й батальоны 12-й ударной бригады взяли в кольцо парк вокруг дворца. По сути, усташи оказались в двойной ловушке, так как дворец внутри парка окружала колючая проволока и единственный выход из него простреливался пулемётами партизан. Батальоны Осиекской бригады образовали внешнее кольцо окружения. В ночь с 4 на 5 октября бойцам штурмующих батальонов дали отдохнуть. В то же время, дежурные пулемётчики всю ночь не прекращали вести беспокоящий огонь по дворцу.

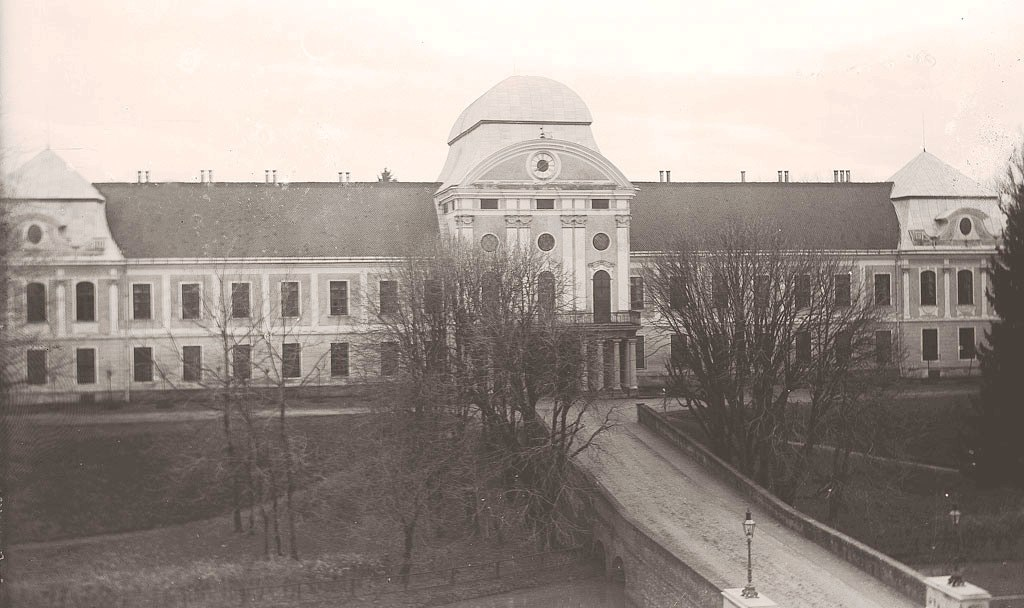
Дворец Пеячевичей

К утру на улице Матье Гупца установили две гаубицы, их огнём пробили отверстия в стенах дворца. После этого бойцы штурмовой роты 12-й ударной бригады ворвались внутрь. К 17 часам дворец был взят. Таким образом, после 40 часов борьбы сопротивление противника было окончательно подавлено.

## Итоги
Во время штурма города противник понёс большие потери. Погибли 130 домобран и около 200 усташей. 220 домобран были взяты в плен. Из Вировитицы вырвались около 450 домобран, многие из них были ранены.
В качестве трофеев были захвачены 6 горных и 4 противотанковых орудия, 3 тяжёлых и 6 легких миномётов, 602 винтовки, 26 различных пулемётов и много различного другого имущества и материалов.
В этот же день подразделения 10-го Загребского корпуса и 7-й ударной дивизии овладели населёнными пунктами Питомача и Клоштар.
Потери 12-й Славонской и Осиекской ударных бригады были также значительными: 36 бойцов были убиты и 189 ранены.
В Осиекской бригаде среди других были ранены политкомиссар 2-го батальона Милан Супут, комиссар роты этого батальона Милан Месич, командир роты тяжёлого оружия 3-го батальона Любо Я. Лазич, командир 3-й «русской» роты 3-го батальона Валентин Шумский, командир группы тяжёлого оружия Славко Полемус, командир штурмовой роты Крсто Сотоница, боец «русского» батальона Константин Михайлович Шальнов и другие
.
По итогам штурма Вировитицы командование 12-й Славонской ударной дивизии в донесении в штаб 6-го корпуса от 8 октября 1944 года отметило «за проявленное мужество, самопожертвование и решимость в бою» группы бойцов и командиров, в том числе советских граждан из Осиекской ударной бригады: оперативного офицера 3-го батальона сержанта Красной армии Павла Максимовича Гутикова, миномётчика Алексея Шмихалова, командира взвода Ивана Уколова, комиссара роты Алексея Горяна и командира роты 3-го батальона Ивана Гречаного.